# ABU Radio Song Festival
ABU Radio Song Festival is een tweejaarlijkse presentatie van liedjes dat voor het eerst in 2012 gehouden werd. Het festival is gebaseerd op het Eurovisiesongfestival en is in 2007 gepresenteerd toen de EBU bekendmaakte dat ze het concept zou verkopen aan een Aziatisch bedrijf dat een soortgelijke wedstrijd wilde houden in Azië. In tegenstelling tot het Eurovisiesongfestival, dat wordt geproduceerd door publieke omroepen, is de Asia-Pacific Song Contest een commerciële onderneming die wordt gerund door Asiavision Pte Ltd.

## Winnaars
Het eerste festival werd gewonnen door Zuid-Korea. Bij de volgende edities werd er geen winnaar meer gekozen, waarmee Zuid-Korea het enige land is met een overwinning.

## Deelnemende landen
15 landen meldden zich aan voor de eerste editie van het festival. Tijdens de tweede editie kwamen er twee nieuwe landen bij: Sri Lanka en Thailand, maar stopten zeven andere landen. Daardoor waren er slechts tien deelnemende landen tijdens de tweede niet-competitieve editie. Vanaf de derde editie zullen er minstens tien landen en maximum vijftien landen moeten zijn om het festival te laten plaatsvinden. Het is ook de derde keer op rij dat het organiserende land voor het eerst deelneemt.
Het festival zou oorspronkelijk ook in 2017 georganiseerd worden, maar door het plotse overlijden van de Thaise koning werd het festival geannuleerd. De editie van 2017 zou immers in Bangkok georganiseerd worden.
| Land         | 2012 | 2014 | 2015 | 2016 | 2018 | 2019 |
| Afghanistan  |      |      |      |      |      |      |
| Australië    |      |      |      |      |      |      |
| Bangladesh   |      |      |      |      |      |      |
| Bhutan       |      |      |      |      |      |      |
| Brunei       |      |      |      |      |      |      |
| China        |      |      |      |      |      |      |
| Fiji         |      |      |      |      |      |      |
| India        |      |      |      |      |      |      |
| Indonesië    |      |      |      |      |      |      |
| Iran         |      |      |      |      |      |      |
| Kazachstan   |      |      |      |      |      |      |
| Kirgizië     |      |      |      |      |      |      |
| Macau        |      |      |      |      |      |      |
| Malediven    |      |      |      |      |      |      |
| Maleisië     |      |      |      |      |      |      |
| Myanmar      |      |      |      |      |      |      |
| Nepal        |      |      |      |      |      |      |
| Pakistan     |      |      |      |      |      |      |
| Roemenië     |      |      |      |      |      |      |
| Singapore    |      |      |      |      |      |      |
| Soedan       |      |      |      |      |      |      |
| Sri Lanka    |      |      |      |      |      |      |
| Thailand     |      |      |      |      |      |      |
| Turkije      |      |      |      |      |      |      |
| Turkmenistan |      |      |      |      |      |      |
| Vanuatu      |      |      |      |      |      |      |
| Vietnam      |      |      |      |      |      |      |
| Zuid-Korea   |      |      |      |      |      |      |

## Edities
| Jaar | Winnende land | Taal         | Artiest       | Lied         | Landen | Datum           | Locatie                         | Plaats  |
| ---- | ------------- | ------------ | ------------- | ------------ | ------ | --------------- | ------------------------------- | ------- |
| 2012 | Zuid-Korea    | Koreaans     | Bily Acoustie | For a rest   | 15     | 11 oktober 2012 | KBS Concert Hall                | Seoel   |
| 2014 | geen winnaar  | geen winnaar | geen winnaar  | geen winnaar | 10     | 23 mei 2014     | Stein Studio                    | Colombo |
| 2015 | geen winnaar  | geen winnaar | geen winnaar  | geen winnaar | 9      | 29 mei 2015     | Nationaal Theater               | Rangoon |
| 2016 | geen winnaar  | geen winnaar | geen winnaar  | geen winnaar | 13     | 26 april 2016   | China National Radio Auditorium | Peking  |
| 2018 | geen winnaar  | geen winnaar | geen winnaar  | geen winnaar | 10     | 11 juli 2018    | Kazmedia Center                 | Astana  |
| 2019 | geen winnaar  | geen winnaar | geen winnaar  | geen winnaar | 8      | 30 oktober 2019 | Hotel InterContinental Dhaka    | Dhaka   |